# Académie mondiale de la poésie
L'Académie mondiale de la poésie (Accademia Mondiale della Poesia) est une association de poésie née à Vérone en 2001. Elle est censée réunir les principaux poètes du monde.

## Histoire
Le 23 juin 2001 à Vérone, en Italie, le Théâtre Philharmonique a abrité la cérémonie solennelle de la Fondation de l'Académie Mondiale de la Poésie avec la participation d’une cinquantaine de poètes issus de divers continents. D’éminentes personnalités littéraires comme le Prix Nobel de la Littérature, le nigérian Wole Soyinka, le président du PEN Club International Homero Aridjis, Adonis, Mahmoud Darwich et le poète italien et ex-sénateur Mario Luzi ont apprécié et soutenu sa fondation.
Des poètes, comme Léopold Sédar Senghor, Seamus Heaney (Prix Nobel de littérature), Yves Bonnefoy, Andrea Zanzotto, Aimé Césaire et Marcia Theophilo ont accepté d'être membres de l'Académie, mais n’ont pas été présents à la cérémonie officielle à Vérone pour des raisons de santé.[réf. nécessaire]
L’Académie est née sous l’impulsion du journaliste d’origine tunisienne, Mohamed Aziza. Son objectif, c’est de promouvoir la poésie comme genre littéraire.

## Vérone
Vérone est la ville native du poète latin Gaio Valerio Catullo, qui a aidé Dante à compléter son ouvrage, la Divine Comédie. Cette ville a aussi inspiré Shakespeare et a accueilli Goethe, Dickens, Lord Byron et tant d'autres écrivains et artistes d'Europe et du monde. L’Académie a son siège à Vérone, ville culturelle qui a abrité la réunion de la fondation de cette institution poétique mondiale. L’Académie est soutenue par la Municipalité de Vérone et le ministère des Affaires étrangères de la République italienne.
L'UNESCO, la Région Vénétie, la Province de Vérone, l'Université de Vérone et d'autres institutions privées ont soutenu la naissance de l’Académie.

## Composition du Conseil
Il se compose de : Mohamed Aziza – Chancelier Fondateur, Giovanni Dotoli – Président, Laura Troisi – Secrétaire générale, Paolo Lagazzi – Comité directeur, Rosario Russo – Comité directeur, Antoine Houlou Garçia – Comité Scientifique, Pasqua Giorgio – Comité directeur, Claudio Damiani – Comité Scientifique, Paolo Ruffilli – Comité Scientifique

### D’Afrique
Wole Soyinka (Nigeria) Prix Nobel de littérature 1986, Jean-Baptiste Tati Loutard (Congo), Amadou Lamine Sall, Tanella Boni, Babacar Sall (Sénégal), Paul Dakeyo, etc.

### D’Amérique latine
Homero Aridjis (Mexique) Président du PEN Club International, Haroldo de Campos (Brésil), etc.

### D’Asie
Paniker Ayyappa Paniker (Inde), Gōzō Yoshimasu (Japon), Ko Un (Corée du Sud), etc.

### Du monde arabe
Adonis, Mahmoud Darwich, etc.

### D’Europe
Mario Luzi (Italie), Kenneth White (Grande-Bretagne), Andrej Andreevič Voznesenskij (Russie), Ana Blandiana (Roumanie), etc

### D’Amérique du Nord et du Canada
Herménégilde Chiasson, Michael Ondaatje, Michael Palmer,
Jerome Rothenberg, Gary Snyder, Anne Waldman, John Lawrence Ashbery, Gilles Vigneault, Claude Beausoleil, William Stanley Merwin Gaston Bellemare.

### Australie et Océanie
Philip Salom, Les Murray, John Kinsella.

### Membres d'honneur
Pour ne citer que quelques-uns, de grands poètes comme Léopold Sédar Senghor, Seamus Heaney Yves Bonnefoy ou Andrea Zanzotto ont accepté d’être membres d’honneur de l’Académie. 

### Activités
- Concours national de poésie avec image[5].

- Prix Littéraire Catullo[6].

- Revue Pianeta Poesia

- Lecture de Poèmes[7],[8].

- Journée Mondiale de la Poésie[9],[10].

- Participation au Forum international pour la culture de la paix organisé par la Fondation Al-Babtain à La Haye[11]